# Giuseppe Pecchio
Giuseppe Pecchio (Milano, 15 novembre 1785 – Brighton, 4 giugno 1835) è stato un politico e storico italiano.

## Biografia
Giuseppe Pecchio dal 1810 al 1814 ricoprì la carica di uditore al consiglio di Stato del Regno d'Italia, distinguendosi per la competenza su aspetti economici ed amministrativi; nel 1819 divenne deputato alla congregazione provinciale di Milano.
Nel 1820 partecipò alla congiura dei Federati e per questo fu costretto all'esilio. In Inghilterra si conquistò la fama di economista, moderno ed originale. Tentò una sistemazione organica degli scritti degli economisti italiani, in Storia dell'economia in Italia (1829), libro che ebbe una traduzione in francese e fu propedeutico a successivi sviluppi dell'economia politica.
Tra le altre opere si ricordano la Vita di Ugo Foscolo (1830) e il Saggio storico sull'amministrazione finanziaria dell'ex-regno d'Italia dal 1802 al 1814 (1830), in cui manifestò la sua conoscenza dell'amministrazione in Lombardia durante il periodo napoleonico. Si interessò anche di letteratura, in particolare nella pubblicazione Dissertazione sino a qual punto le produzioni scientifiche e letterarie seguano le leggi economiche della produzione in generale (1832). Scrisse il saggio Storia critica della poesia inglese (1833-1835), in cui considerò la produzione poetica inglese, dal periodo anglo-sassone al Settecento.